# 龙川村

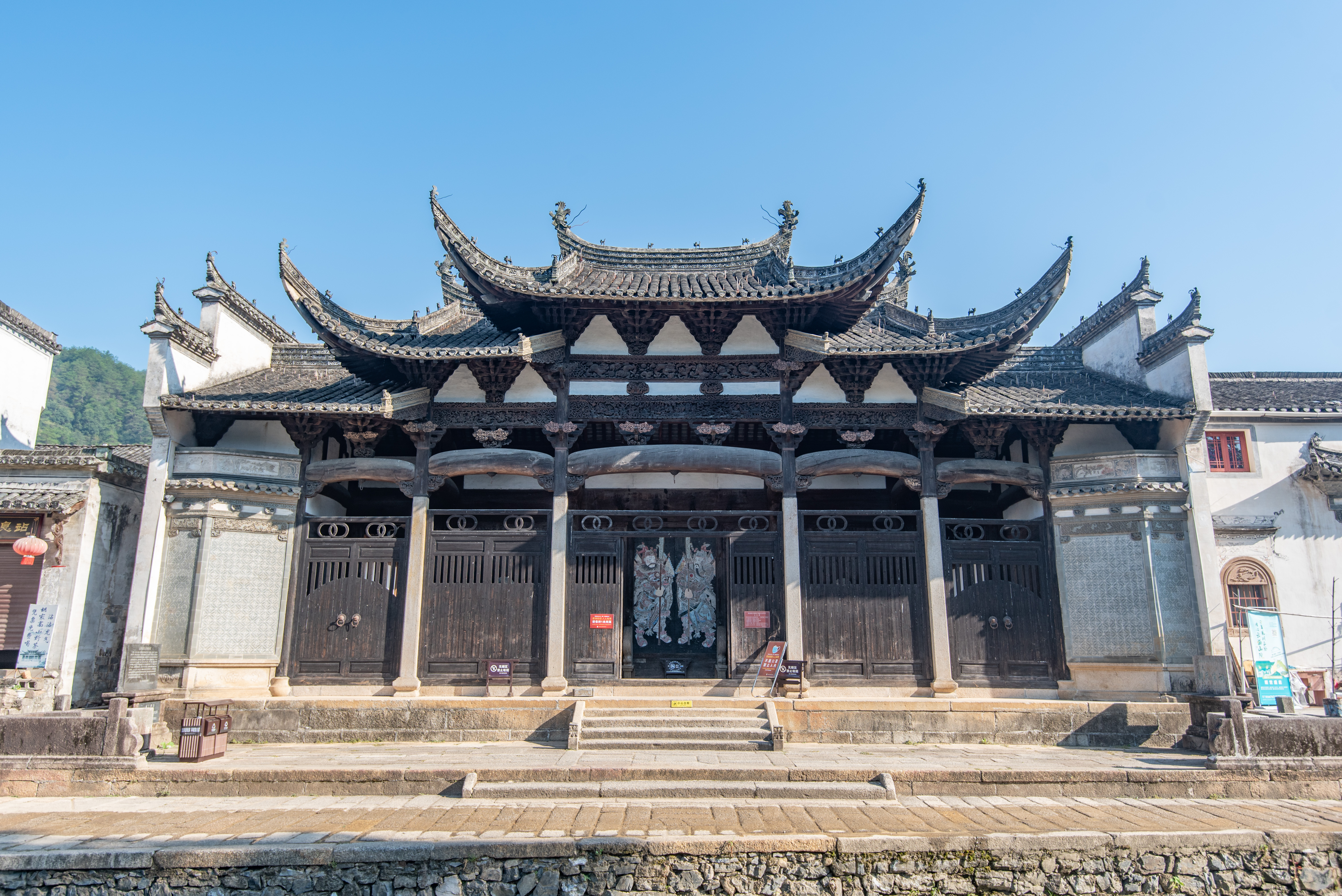
龙川胡氏宗祠

龙川村，是中国安徽省绩溪县瀛洲镇下辖的一个行政村，由坑口、浒里、横川三村合并组成。位于县城以东11千米。北有登源河。
该村是原中共中央总书记、国家主席、中央军委主席胡锦涛的祖居之地。该村胡姓历史名人众多，如唐代胡宓，明代胡富、胡宗宪、都御史巡抚辽东胡宗明。据《龙川胡氏宗谱》记载，该地的胡姓始祖为西晋时期领兵南下驻守歙州的军事将领胡炎，他乃中原地区濮阳人。龙川村境内有多处胡姓祠堂，为古徽州文化的代表。
龙川村拥有2处国家重点文物保护单位： 龙川胡氏宗祠（3-84）和奕世尚书坊和胡炳衡宅（7-1050）；以及三处绩溪县文物保护单位：胡宗宪故居、浒里尚书府石坊以及浒里方氏宗祠。